# Periaman rectidorsum
Periaman rectidorsum är en insektsart som beskrevs av William D. Funkhouser 1927. Periaman rectidorsum ingår i släktet Periaman och familjen hornstritar. Inga underarter finns listade i Catalogue of Life.